# Макарская, Виктория Николаевна
Виктория Николаевна Макарская (урожд. Морозова; род. 22 мая 1973, Витебск, Белорусская ССР) — певица, продюсер.

## Биография
Родилась 22 мая 1973 года в Витебске (БССР). С 15 лет она уже побеждала в Международных конкурсах с Государственным эстрадным оркестром Белоруссии. Окончила режиссёрский факультет ГИТИСа (РАТИ), курс академика И. Г. Шароева. Победитель рок-номинации телевизионного конкурса «Звезды XXI века» и Лауреат Премии артистов Эстрады им. Леонида Утёсова. С Владимиром Пресняковым-старшим создали уникальный музыкальный проект в Цирке на Цветном Бульваре «Его Величество Сказка», где Виктория сыграла главную роль.
Широкой публике стала известна после нашумевшего мюзикла «МETRO». Параллельно с мюзиклом она выступала сольно. В 2002 году Морозова потеряла голос и прекратила концертную деятельность, но занялась продюсированием своего супруга Антона Макарского. Шесть лет Виктория Макарская не выходила на сцену. Но по приглашению Московского международного Дома, Виктория вернулась на сцену, но уже с совместным с Антоном Макарским проектом «Живой концерт». С тех пор они гастролируют вместе. В их группе 7 музыкантов, а стремление – одно на всех: они хотят создавать качественную музыку и петь ее только вживую. Репертуар состоит из самых красивых и любимых мелодий: как написанных специально для Макарских известными авторами – Сергеем Трофимовым, Ириной Дубцовой, Игорем Корнелюком, Максимом Дунаевским, Муратом Насыровым, так и ставших уже легендой – «Обними» и ария «BELLE» из мюзикла «Notre Dame de Paris». В 2010 году вышел их диск «Живой концерт», собравший самые популярные песни.

## Личная жизнь
С 1999 года живёт вместе с певцом Антоном Макарским, с которым познакомились на кастинге мюзикла «Метро». Обвенчались спустя год, а поженились спустя три года после венчания и в этот же день улетели во Францию, на съёмки телешоу «Форт Боярд».
9 сентября 2012, после 13 лет брака, 39-летняя Виктория Макарская (Морозова), родила дочь в одной из акушерских клиник Иерусалима. Девочку назвали Марией.
31 мая 2015 года в семье Макарских родился сын, которого назвали Иваном.

## Дискография
- 2010 — «Живой концерт»
- 2018 — «Музыка»

## Клипы
- 2001 — «Обними»
- 2001 — «Кто-то»
- 2018 — «Доченька»

## Награды
- Победитель Фестиваля польской песни в Витебске.
- Лауреат Всесоюзного конкурса артистов эстрады имени Утесова.
- Победитель телевизионного конкурса «Звезды XXI века» на РТР[1].